# The Brewing Industry International Awards
The Brewing Industry International Awards (czyli Międzynarodowe Nagrody Przemysłu Piwowarskiego) − najstarszy konkurs branży piwnej, odbywający się w Burton-on-Trent w Wielkiej Brytanii od 1886 roku. W 2005 r. konkurs miał miejsce wyjątkowo w Monachium na targach piwnych Drink Tec.
Nagrody w konkursie, w którym bierze udział kilkaset piw z całego świata, przyznawane są w 9 kategoriach i 27 klasach co oznacza łącznie 81 złotych medali (Grand Prix) oraz 9 tytułów Champion Beer dla najlepszego piwa w danej kategorii.
W pierwszych etapach trunki oceniane są przez trzyosobowe zespoły, zaś w końcowych przez grupy sędziów liczące 10-12 osób. Wyjątkiem jest wybór Mistrzowskiego Piwa (Champion Beer) w każdej kategorii − wtedy głosują wszyscy degustatorzy. Wyboru najlepszych piw (Grand Prix) tradycyjnie dokonuje międzynarodowy zespół 31 sędziów, są to: główni piwowarzy, technolodzy, szefowie produkcji lub szefowie jakości.

## Nagrody dla polskich piw
- 2013 r.: Piwo Tyskie Gronie warzone przez Kompanię Piwowarską otrzymało brązowy medal w kategorii piw typu lager o zawartości alkoholu 5,5-6,9%.[2]
- 2011 r.: piwo Tyskie Gronie warzone przez Kompanię Piwowarską otrzymało srebrny medal (na 133 zgłoszone piwa) w kategorii „Small Pack Lager” (piwo typu lager w opakowaniu mniejszym niż beczka keg) w klasie piw o zawartości alkoholu 4,8-5,7%.[3]
- 2005 r.: piwo Tyskie Gronie warzone przez Kompanię Piwowarską otrzymało tytuł Champion Beer w kategorii lager i złoty medal w tej kategorii w klasie piw o zawartości alkoholu 5,6-6,9%.
- 2005 r.: piwo Wojak Wszechmocne warzone przez Browar Belgia otrzymało brązowy medal w kategorii lager w klasie strong beer.
- 2004 r.: Piwo Dębowe Mocne warzone przez Kompanię Piwowarską otrzymało złoty medal w kategorii lager w klasie piw o zawartości alkoholu 5,6-6,9%.
- 2004 r.: Piwo Tyskie Gronie warzone przez Kompanię Piwowarską otrzymało srebrny medal w kategorii lager w klasie piw o zawartości alkoholu 5,6-6,9%.
- 2004 r.: Piwo Frater warzone przez Browar Belgia otrzymało brązowy medal w kategorii lager w klasie piw o zawartości alkoholu 5,6-6,9%.
- 2004 r.: Piwo Wojak Wszechmocne warzone przez Browar Belgia otrzymało złoty medal w kategorii lager w klasie strong beer.
- 2002 r.: Piwo Tyskie Gronie warzone przez Kompanię Piwowarską otrzymało tytuł Champion Beer i złoty medal w kategorii lager w klasie piw o zawartości alkoholu 2,2-4,4%.